# Charlie Schlingo
Charlie Schlingo, nom de plume de Jean-Charles Ninduab, est un auteur de bande dessinée français né le 3 août 1955 dans le 16e arrondissement de Paris et mort le 17 juin 2005 dans le 17e arrondissement de Paris,. Il est également rédacteur en chef, scénariste, poète, chanteur, musicien.

## Biographie et œuvre
Il est né d'une mère d'origine italienne et d'un père, expert comptable, dont l'origine du nom proviendrait d'une erreur de recopie par l'état civil du nom Baudoin sur un buvard avec un « O » mal dessiné. Il contracte, jeune enfant, le virus de la poliomyélite ; il en résulte une atrophie et une déformation de la jambe droite qui, malgré des opérations successives pour allonger ce membre, lui laisse des séquelles toute sa vie durant, entrainant des chutes occasionnelles, dont celle qui vraisemblablement a occasionné sa mort,. Sa grand-mère Goro-Goro lui fournit les illustrés diffusés dans les années 1960 - 1970.
Charlie Schlingo débute dans la bande dessinée en 1975. Il co-fonde fanzine Le Havane primesautier avec ses amis d'école d'art : Marcel Bédax, P. Denis, Pubax, C. Toutain et publie ensuite dans les journaux des Éditions du Square, Charlie Mensuel et Hara-Kiri. Ses travaux paraissent aussi dans Métal Hurlant.
Charlie Schlingo défriche certains terrains dans la bande dessinée : importance des odeurs (« bonjour ça pue ! »), invention du vocabulaire (« gaspation, sobure et pommedeterration »), onomatopées (« klabur, koder »). Son style est truffé de références graphiques (issues des univers de Tintin à Mickey Mouse en passant par Popeye ou Pépito). Se réclamant de l’humour idiot, il laisse une œuvre complexe : il « écrit et dessine des planches délirantes et cinglées, maniant la crétinerie et la scatologie avec génie ». D'après Frédéric Potet, l'artiste « a porté à son sommet un genre commercialement suicidaire qu’aucun rayonnage de librairie ne proposera jamais : la crétinerie poétique ». Personnalité extravagante et souvent excessive, Charlie Schlingo marque le milieu de la bande dessinée française, mais ses albums ne rencontrent pas un grand succès commercial,. 
En 1986, il accompagne de quelques dessins originaux le premier roman ouvertement sponsorisé, Les Baskets d'Euripide, « le premier roman par actions dont les actionnaires sont devenus les héros », écrit par ses amis Mario Morisi et Guy Franquet. Agacé par la prétention du mouvement des nouveaux philosophes, Charlie crée vers cette époque à Montmartre, au café-concert le Musical Box, le mouvement « nouvelle poésie », avec Guy et Mario et auquel une dizaine d'amis participent, et dont le principe premier est d'écrire les poèmes les plus mauvais qui soient, en général sur des nappes-papier de restaurants, voire des sous-bocks, qui, tirés au sort, sont lus à haute voix au milieu des clients En 1987, avec le même Mario, il fonde le groupe rock Les Silver d'Argent dont il est l'un des deux batteurs et l'un des trois chanteurs. Le groupe dont quatre membres sont des anciens de la formation bisontine Dee Dee's comprend ses amis Bottom (chant), Jean-Marc Guéguen (accordéon),  Post (guitare basse), Joko dit Dirty Henry (saxophone et chant), Blanco (second batteur) et Christophe Tronchet (guitare).
Dans les années 1990, il anime avec le Professeur Choron le journal pour enfants Grodada, publié de 1991 à 1995. Il collabore également à Picsou Magazine, pour lequel il rédige des gags et s'occupe du supplément illustré Coin-Coin, où il publie la bande dessinée Canetor. Il meurt accidentellement en 2005, d'une chute dans son appartement. Il est inhumé dans le cimetière du Val Notre-dame, à Argenteuil, dans le Val-d'Oise.

Il a signé dix-sept albums de bande dessinée au cours de sa carrière.

### Hommages
En 2006 à Bordeaux a lieu une exposition en hommage à Schlingo : Vertige Vision. En 2007, une exposition-hommage lui est consacrée à la librairie Goscinny. En mars 2009, L'Association réédite ses albums Gaspation ! (Éditions du square, 1979) et Josette de rechange (Albin Michel, 1981), dans des versions augmentées.
En 2009, Florence Cestac et Jean Teulé publient une bande dessinée biographique sur Schlingo : Je voudrais me suicider mais j'ai pas le temps — ce que répondait l'artiste lorsqu'on lui demandait dans quelle humeur il se trouvait.
Depuis 2009, le prix Schlingo est décerné au festival international de la bande dessinée d'Angoulême, en marge du palmarès officiel. Il a été créé à l'initiative de Florence Cestac et Yves Poinot. Il récompense un album et/ou un auteur ayant une communauté d'esprit avec l’œuvre de Charlie Schlingo.
À la demande d'Yves Poinot auprès des organisateurs du Off du Off pendant le festival d'Angoulême, une demande est déposée et acceptée, auprès du conseil municipal de la ville, pour rebaptiser une impasse appelée Renolleau en Impasse Charlie Schlingo. Elle donne sur la rue du Sauvage. Elle est inaugurée en février 2013 et Cestac y réalise un mur peint.
En 2016, le festival parisien Formula Bula lui consacre une exposition au  Point Ephémère : « Charlie Schlingo for Ever ».
En 2022 Joko, ami de Schlingo et saxophoniste dans son groupe, également dessinateur, publie Charlie Schlingo, bref recueil de souvenirs dans la collection Patte de mouche de L'Association.

## Publications

### Périodiques
Charlie Schlingo a publié dans divers magazines :
- Hara-Kiri (personnages : Josette de Rechange & le Canasson, Le Pâtissier du Roi, Désiré Gogueneau, Tamponn Destartinn, Cornanche Desfumerons, Kokott Dunouga, Omar Ben Tomate...) ;
- Charlie Hebdo (personnages : Désiré Gogueneau, Tamponn Destartinn…) ;
- Viper (personnage : Accro La Dope) ;
- Le Psikopat Illustré (personnages : Onulf Le Marin & le Cybernéticien) ;
- Métal hurlant (Gogueneau, Destartinn + Grugru et Fatafata pour N comme cornichon) ;
- Rigolo (personnages : Gogueneau, Destartinn… );
- Métal Aventure ;
- Charlie Mensuel (personnages : Gogueneau,  Destartinn…) ;
- L'Écho des savanes (personnages : Prosper et Richard. Cf. Patron, une cuite s'il vous plaît !) ;
- BD, (Destartinn…) ;
- Fluide glacial ;
- Pilote.
- Création avec le Professeur Choron de Grodada, mensuel pour les enfants, 1991 ;
- La Mouise ;
- Ferraille Illustré ;
- ZOO.

### Albums
- Gaspation ![14] Éditions du Square, 1979.
- Havanies primresautières, Artefact, 1980.
- Josette de Rechange, Albin Michel, 1981.
- Désiré Gogueneau est un vilain, Futuropolis, 1982.
- Charlie Schlingo, Futuropolis, 1983 (collection 30/40).
- Trip Slip, Les Humanoïdes associés, 1984.
- Les Saucisses de l’exploit, Les Humanoïdes Associés, 1985.
- Onulf le marin, Futuropolis, 1986.
- N comme cornichon, avec Stéphane Rosse, Les Humanoïdes Associés, 1989.
- Vivement ce soir qu’on se couche, Albin Michel, 1990.
- Pyon & Schlingo partent à la conquête du monde, avec Pyon, Sortez la Chienne, 1991, réed. Les Requins Marteaux, 2003, sous le titre : A la conquête du monde.
- Les Conneries de Charlie Schlingo, Magic Strip, 1991.
- Monsieur Madame, Seuil Jeunesse, 1995.
- Le Pantalon, poésies, Fish & Chips, 1996.
- Patron, une cuite s'il vous plaît !, Albin Michel, 1999[15]
- Fromage Color, chez Sketch Studio, 1999.
- Onulf, le Cybernéticien, Grosse Bittre et Cracra-Cracra, dessins de Rosse pour Grosse Bittre et Cracra-Cracra, Les Requins Marteaux, 2001.
- Canetor, avec Michel Pirus, Les Requins Marteaux, 2006.
- Nénette Star, (édition provisoire SCUP en attente d'une édition définitive), 2007.

### Animations
- Garçon, une cuite, S'il-vous-plait!, l'Oeil du Cyclone, diff. Canal+, 1994
- Il était une fois…, adaptation de L'Empereur et l'Oiseau, scénario de Jean-Luc Fromental, d'après Andersen, Goldvision, diff. Canal+, 1995.